# Orocovis
Orocovis est une municipalité de l'île de Porto Rico (code international : PR.OR) couvrant une superficie de 164 km2 et qui regroupait 21 434 habitants en 2020.